# Киевский институт благородных девиц
Киевский институт благородных девиц — женское учебное заведение в Киеве для девушек из благородных семей Российской империи, действовавшее с 1838 по 1919 год. Институты благородных девиц существовали в нескольких крупных городах Российской империи. Выпускницы получали право быть воспитательницами дворянских и купеческих детей.Институт был закрыт 20 февраля 1919 года, поскольку «тип школы не отвечал основным требованиям к правильному воспитанию детей».

## История
Устав был утверждён 5 ноября 1834 года, открытие состоялось 22 августа 1838 года во временном помещении — одноэтажном здании, где жил генерал-фельдмаршал граф Ф. В. Остен-Сакен, после смерти которого в 1837 году оно пустовало. Спустя пять лет институт был переведён в специально построенное по проекту архитектора Викентия Беретти здание, на углу современных Липской и Институтской улиц. На создание учреждения императором Николаем I было выделено 500 тысяч рублей. Целью учебного заведения было «дать бесплатное образование девицам бедных дворян Киевского, Волынского и Подольского уездов и дать возможность дочерям достаточно богатых родителей в тех же губерниях получить такое же образование для за скромную дополнительную плату». Институт был частью образовательного устава созданной И. И. Бецким системы придворных учебных заведений, в которых, подобно монастырским школам, учреждения были надежно «изолированы от бесполезной и греховной жизни общества». Эти принципы сохранялись вплоть до закрытия дворянских институтов в 1918 году. В отличие от Смольного института, готовившего придворных дам, Киевский институт готовил домашних учительниц.
Основные расходы для открытия института взяли на себя Приказы общественного призрения Киевской, Подольской и Волынской губерний.

## Условия приёма в институт
Согласно уставу, в институт принимали девочек от 8 (на подготовительный курс) до 13 лет благородного (дворянского) происхождения, дочерей чиновников не ниже 8-го класса, а с 1852 года также дочерей почётных граждан и купцов 1-й гильдии, иностранцев и священников (в начале XX века годовая плата за обучение составляла 350 руб.).
Бюджет института складывался из средств дворянства, государственной помощи, частных пожертвований, городских доходов и платы за обучение. Плата за учебный год в 1830–1850 годах составляла 300–350 рублей, а в начале XX века — 350 рублей серебром. около половины воспитанниц обучались за счёт государственной казны.
Родители подавали для поступления следующие документы: прошение на имя начальницы института, свидетельство о дворянстве и крещении, о состоянии здоровья, справку о прививке от оспы, сведения о полученном начальном образовании, письменное обязательство относительно своевременной выплаты денег за учёбу. При поступлении необходимо было внести полугодичную плату. Ну и, конечно, принести с собой «приданое»: дюжину рубашек и белых платков, 12 пар чулок, 6 простыней и 6 полотенец, 4 салфетки, 2 серебряные ложки, серебряные нож и вилку.

## Обучение
Полный курс обучения длился 6, а с подготовительным классом — 7 лет. Курс обучения распределялся на три класса, в каждом учились по два года. Учебный год длился 11 месяцев, начинаясь с 1 августа. Программа обучения и воспитания была разделена по возрасту:
- первый возраст (6-9 лет) изучал Закон Божий, русский и иностранные языки (французский, немецкий и итальянский), арифметику, рисование, рукоделие и танцы.
- у второго возраста (9-12 лет) к вышеперечисленным предметам добавлялись история, география, практические навыки домашнего хозяйства.
- у третьего возраста (12-15 лет) продолжалось преподавание тех же предметов с прибавлением словесных наук, физики, архитектуры и геральдики (последняя до 1783).
- четвёртый возраст (15-18 лет) повторял пройденное и много времени посвящал домоводству и рукоделию. Ученицы этого возраста уже практически готовились к преподаванию, по очереди назначались для преподавания в младших классах, тем самым готовясь к учительской практике.

Учебная программа составляла следующие курсы: Закон Божий, русский, польский, немецкий и французский языки, русская литература, география, история, (упрощенно) физика и математика, рисование, музыка, церковное пение, домохозяйство и рукоделие.
В первом и втором классе лекции читали лучшие преподаватели мужских гимназий Киева. В третьем, последнем классе лекторами были профессора Киевского университета и Киевской духовной академии.

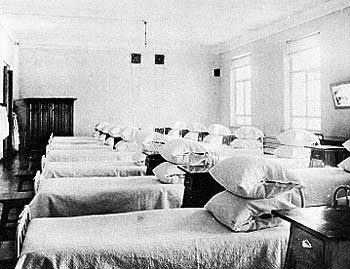
Дортуар института

## Распорядок дня
В 6 утра молитва. Затем завтрак и два полуторачасовых урока, затем — обед, краткий отдых и снова уроки. После полдника ученицы готовились к занятиям, в 9 ужинали, затем вечерняя молитва, в 10 вечера ложились спать.
Ученицы носили форменные платья определённого цвета: в младшем возрасте — кофейного, во втором — темно-синего, в третьем — голубого, в старшем возрасте — белого. Коричневый цвет символизировал близость к земле, и был, собственно, более практичен для младших. Более светлые цвета символизировали образованность и аккуратность. Ученицам выдавались булавки, гребешки, шпильки, пудра и перчатки — три пары кожаных перчаток в год и одна пара белых лайковых на три года для балов.
Принимать гостей можно было лишь в определённые часы по праздникам.

## Здание института
На месте, где в 1838 году состоялась закладка здания для Киевского института благородных девиц, в начале XIX века располагалась усадьба Д. М. Бегичева с большим трёхэтажным домом. Он в 1834 году подарил усадьбу Киевскому университету, который разместил здесь часть своей библиотеки и некоторые научные коллекции. Но руководство города обратилось к университету с просьбой передать усадьбу под строительство Института благородных девиц.
Главное здание усадьбы было снесено и на его месте началось строительство, которое длилось пять лет. Здание строилось в стиле позднего классицизма. Автором проекта был архитектор Викентий Беретти. Он же до своей смерти в 1842 году руководил работами; строительство завершал его сын – Александр.
Главный корпус института имел три этажа. Первый этаж занимали приёмная, гардероб, квартира начальницы, комнаты служащих и небольшая больница. Значительную часть второго этажа занимал зал для собраний; также здесь размещались классные комнаты, библиотека, столовая и комнаты классных дам. Воспитанницы заведения жили на третьем этаже в дортуарах (общих спальнях). В подвалах здания находились кухня, амбары, баня и казармы для прислуги. Центральная часть дома — полукруглый ризалит; на первом этаже была расположена католическая церковь, на втором и третьем – православный храм Св. мученицы Александры.
Здание института окружали парк (с аллеями и беседками) и ограда, за которую воспитанницам запрещено было даже выглядывать. На восточной части территории находились деревянные хозяйственные постройки, которые в 1890-х годах были снесены и на их месте было построено каменное двухэтажное общежитие, которое присоединили к главному корпусу переходом на уровне второго этажа.

## Управление и педагоги
Главным органом управления был Совет института. Непосредственное управление осуществляла Начальница института; она следила за порядком в учебном заведении, заботилась «о нравственном образовании и безукоризненном поведении» воспитанниц, которые находились под наблюдением Классных дам. Учебной частью заведовал Инспектор классов, который подчинялся председателю совета и выполнял надзор за расписанием уроков, выполнением учителями образовательных программ, обеспечением материальной базы учебного процесса, а также контролировал успеваемость воспитанниц.
Начальницы института:

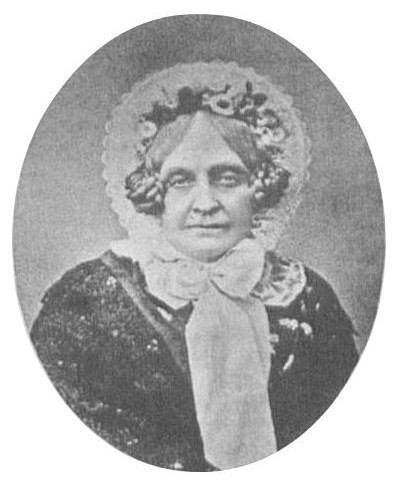
Е. Д. Голубцова
(1805—1871)

- 1838—1851: Прасковья Михайловна Нилова, жена Петра Андреевича Нилова
- 1851—1871: Екатерина Дмитриевна Голубцова, вдова генерал-майора Платона Ивановича Голубцова
- январь—октябрь 1871: Варвара Васильевна Швидковская, оставила институт из-за конфликта с инспектором В. Я. Шульгиным
- 1871—1883: Аделаида Алексеевна Родзянко, вдова Николая Васильевича Родзянко
- 1883—1892: Лидия Карловна Эрнст, вдова Ивана Филипповича Эрнста (1784—1871)[9]
- 1892—1903: Мария Акинфиевна Коновницына, вдова графа Григория Ивановича Коновницына (сына И. П. Коновницына).

Инспекторы классов:
- 1838—1844: Александр Григорьевич Петров
- 1844—1849: Николай Дмитриевич Иванишев
- 1849—1871: Виталий Яковлевич Шульгин
- 1871—1878: Иван Петрович Хрущов
- 1878—1887: Василий Лукич Рафальский
- 1887—?: Михаил Моисеевич Захарченко

Преподаватели Киевского института благородных девиц
- К. М. Аггеев
- А. И. Булгаков
- Н. Х. Бунге
- И. В. Витвицкий
- П. И. Житецкий
- В. С. Иконников
- Е. З. Капралов
- Э. А. Кнорр
- Н. И. Костомаров
- Г. Н. Крамарев
- Н. В. Лысенко
- Г. В. Малеванский
- Н. Я. Оглоблин
- А. И. Паночини
- Н. К. Ренненкампф
- Р. Э. Траутфеттер
- Н. А. Фаворов
- В. Я. Шульгин
- В. П. Чехович

## Известные выпускницы
За первые 50 лет существования из Института вышло 1283 выпускницы. Всего было выпущено 9454 воспитанницы Среди них:
- Н. И. Забела-Врубель
- Л. М. Гаккебуш
- Е. И. Ельчанинова
- А. Л. Иконникова
- Н. А. Королёва
- О. П. Косач (1866)
- А. Г. Меншикова
- М. В. Павлова
- Е. К. Рафалович[укр.]
- А. Г. Тальберг
- О. Г. Тальберг
- А. А. Шульга